# Lasioserica
Lasioserica är ett släkte av skalbaggar. Lasioserica ingår i familjen Melolonthidae.

## Dottertaxa tillLasioserica, i alfabetisk ordning[1]
- Lasioserica antennalis
- Lasioserica assamicola
- Lasioserica bipilosa
- Lasioserica bispinosa
- Lasioserica bomansi
- Lasioserica braeti
- Lasioserica breviclypeata
- Lasioserica brevipilosa
- Lasioserica bumthangana
- Lasioserica chitreana
- Lasioserica dekensis
- Lasioserica dolakhana
- Lasioserica dolangsae
- Lasioserica dragon
- Lasioserica eusegregata
- Lasioserica godavariensis
- Lasioserica ilamensis
- Lasioserica immatura
- Lasioserica insularis
- Lasioserica itohi
- Lasioserica kuatunica
- Lasioserica kubani
- Lasioserica kulbei
- Lasioserica latens
- Lasioserica maculata
- Lasioserica meghalayana
- Lasioserica modikholae
- Lasioserica nenya
- Lasioserica nepalensis
- Lasioserica nobilis
- Lasioserica nudosa
- Lasioserica oblita
- Lasioserica orlovi
- Lasioserica pacholatkoi
- Lasioserica petri
- Lasioserica pilosella
- Lasioserica piloselloida
- Lasioserica pseudopilosella
- Lasioserica pudens
- Lasioserica sabatinellii
- Lasioserica sausai
- Lasioserica sikkimensis
- Lasioserica silkae
- Lasioserica smithi
- Lasioserica soror
- Lasioserica tenera
- Lasioserica thoracica
- Lasioserica tricuspis
- Lasioserica tuberculiventris
- Lasioserica turaensis
- Lasioserica victoriana
- Lasioserica wittmeri